# 오조르나야역
오조르나야역(러시아어: Озёрная)은 모스크바 지하철 칼리닌스코 솔른쳅스카야 선의 역이다. 2018년 8월 30일에 개장했다.

## 지리
오조르나야 역은 니켈린스카 거리에 있는 미추린스키 도로를 따라 위치해 있고 인근에 1980번 도로(라비나 거리)가 설계되어 있다. 역에서 약 1.5km 떨어진 곳에는 키옙스키 철도 플랫폼이 있다.

## 디자인
오조르나야 역은 작가 팀이 개발한 전형적인 프로젝트를 기반으로 한다. 이 프로젝트는 민스카야 역과 디자인을 비슷하게 하는 형태로 제안되었다.
오조르나야 역은 12m 넓이의 1면 2선 섬식 승강장의 구조이고 플랫폼에는 2단 얕은 재질의 기둥이 설치되어 있다. 천장과 벽 그리고 끝까지 이어지는 기둥에는 셀이 채워져 있고 금속 막대가 있다. 회색으로 된 벽의 일부는 같은 톤으로 두께가 큰 도자기 돌로 제작되었다. 이 역은 배경색과 주제 지향적인 유리 패널 그림으로 구분되는데, 이 그림들은 특정 벽과 플랫폼 기둥의 경계에서 다른 기둥으로 전달된다.
역의 디자인은 근처의 제록스 연못과 호수 지역에 관한 언급이 포함되어 있다. 대체로 화강암, 금속성 슬래브 및 스테인레스 강으로 제작되었다.

## 구조
이 역은 두 개의 지하 로비를 가지고 있는데, 남서쪽 로비는 미추린 도로의 북쪽 지역으로 통한다. 각 로비에는 장애인 전용 엘리베이터가 설치되어 있다.
이 역은 11.2헥타르의 미추린스키 지역에 위치하고 있다. 역의 건설은 승객들이 버스나 트롤리 버스 정류장으로 직접 이동할 수 있는 남서부 지역의 입구에서 두 개의 추가 출입구를 제공할 계획이고 역전에는 버스 및 트롤리 버스 운행 관리원이 포함된 다기능 센터가 건설될 예정이다. 출입구 근처에 주차장이 하나 있다.

## 같이 보기
- (러시아어) mosmetro.ru